# 西村泰彦
西村 泰彦（にしむら やすひこ、1955年〈昭和30年〉6月29日 - ）は、日本の警察官僚。第10代宮内庁長官。第90代警視総監、第19代内閣危機管理監、第14代宮内庁次長等を歴任。2016年（平成28年）、宮内庁次長であった山本信一郎の宮内庁長官への昇任に伴い、宮内庁次長への異例の人事異動（警察官僚が就くのは22年ぶり）となった。

## 略歴
三重県鳥羽市出身。鳥羽市立鳥羽小学校・鳥羽中学校卒業後1971年（昭和46年）、三重県立伊勢高等学校入学。硬式野球部に属した。1979年（昭和54年）、東京大学法学部卒業、警察庁入庁。警視庁上野警察署。
1980年（昭和55年）、警察大学校助教授。1981年（昭和56年）、警察庁警務局人事課。1983年（昭和58年）、長崎県警察本部刑事部捜査二課長。1984年（昭和59年）、警視庁公安部外事第一課。1985年（昭和60年）、警察庁刑事局捜査二課。1987年（昭和62年）、兵庫県警察本部刑事部捜査二課長。1988年（昭和63年）、警察庁警備局外事課。
1989年（平成元年）、在フィリピン日本国大使館一等書記官。1992年（平成4年）、警察庁刑事局国際刑事課理事官。1993年（平成5年）、警視庁総務部広報課長。1994年（平成6年）、警視庁警備部警備第一課長。1996年（平成8年）、警察庁長官官房人事課企画官。1998年（平成10年） - 警視庁警務部参事官兼人事第一課長。1999年（平成11年）、沖縄県警察本部長。2000年（平成12年）、沖縄県警本部長として第26回主要国首脳会議（九州・沖縄サミット）の警備を指揮。
2001年（平成13年）、警察庁警備局警備課長。2003年（平成15年）、警察庁長官官房会計課長。2006年（平成18年）4月14日、警視庁警備部長。2008年（平成20年）8月7日、警察大学校副校長兼長官官房審議官（刑事局・取調べ適正化担当）。2010年（平成22年）1月18日、警察庁警備局長。2013年（平成25年）1月25日、警視総監。
2014年（平成26年）1月22日、退官。同年2月28日、内閣危機管理監。2016年（平成28年）9月26日、宮内庁次長。2019年（令和元年）12月17日、宮内庁長官。

## 人物
2010年9月2日の国家公安委員会定例委員会において警察庁警備局長として、委員長・中井洽の“右派系市民グループ”に関する「極右と呼んでもいいのではないか」という質問に対し「暴力的な破壊活動を行っていないので極右という語は馴染まない」と回答している。
2020年12月10日、宮内庁長官当時、定例記者会見で、秋篠宮文仁親王の長女・眞子内親王と婚約内定者の小室圭氏との結婚問題について「（小室側が）説明責任を果たすことが重要」との見解を示し、「説明責任を果たすべき方が果たしていくことが極めて重要」と述べ、小室氏側に対応を求めた。
小室圭は2021年4月8日、母親と元婚約者の男性の金銭問題などについて説明する文書を代理人を通じて公表した。西村は4月8日の定例記者会見で「今回の文書で事実関係や経緯が理解できた」と述べた。
2021年6月24日、宮内庁長官としての定例会見で、「国民の間に不安の声がある中で、ご自身が名誉総裁をお務めになるオリンピック・パラリンピックの開催が感染拡大につながらないか、ご懸念されているご心配であると拝察しています」と述べた。周囲にいた記者たちは、西村に対し「これは陛下のお気持ちと受け止めて間違いないのか」と尋ね、西村は「陛下から直接そういうお言葉を聞いたことない。そこは誤解ないように」と釘を刺しつつ、「陛下はそうお考えではないかと、私は思っています」と述べた。一方、菅義偉内閣総理大臣や加藤勝信官房長官・丸川珠代東京オリンピック・パラリンピック担当大臣は相次いで「長官自身の考え方を述べられたと承知している」との見解を示した。また、加藤勝信官房長官は会見で「憲法との関係で、問題があるとは考えてはいない」と述べた。